# Crown Point (Indiana)
Crown Point es una ciudad ubicada en el condado de Lake en el estado estadounidense de Indiana. El población Censo de 2020 tenía una población de 33899 habitantes. 

## Geografía
Crown Point se encuentra ubicada en las coordenadas 41°25′2″N 87°20′51″O / 41.41722, -87.34750. Según la Oficina del Censo de los Estados Unidos, Crown Point tiene una superficie total de 45.92 km², de la cual 45.88 km² corresponden a tierra firme y (0.08%) 0.04 km² es agua.

## Demografía
Según el censo de 2020, había 33899 personas residiendo en Crown Point. La densidad de población era de 591,65 hab./km².